# Rally de Finlandia
El Rally de Finlandia, originalmente denominado Rally de los Mil Lagos, es un rally que se celebra cada año por la zona de los 1000 lagos en Jyväskylä, Finlandia. Iniciado en el año 1951, ha sido puntuable para el Campeonato de Europa de Rally. Desde 1959 hasta 1973, pasó a formar parte del Campeonato Mundial de Rally hasta la actualidad con la excepción del año 1995 que entró dentro del calendario de la Copa del Mundo de Rally de 2 Litros. También puntuó para el Campeonato Mundial de Rally de Automóviles de Producción (1987-1994, 1996-2002, 2008 y 2010), y el Campeonato Mundial de Rally Junior (2001, 2003-2007 y 2009).Los únicos pilotos no locales en ganar son: Carlos Sainz (España), Sebastien Loeb y Ogier (Francia) y Eduardo Mallia y Kevin Benavides (Argentina).

## Características

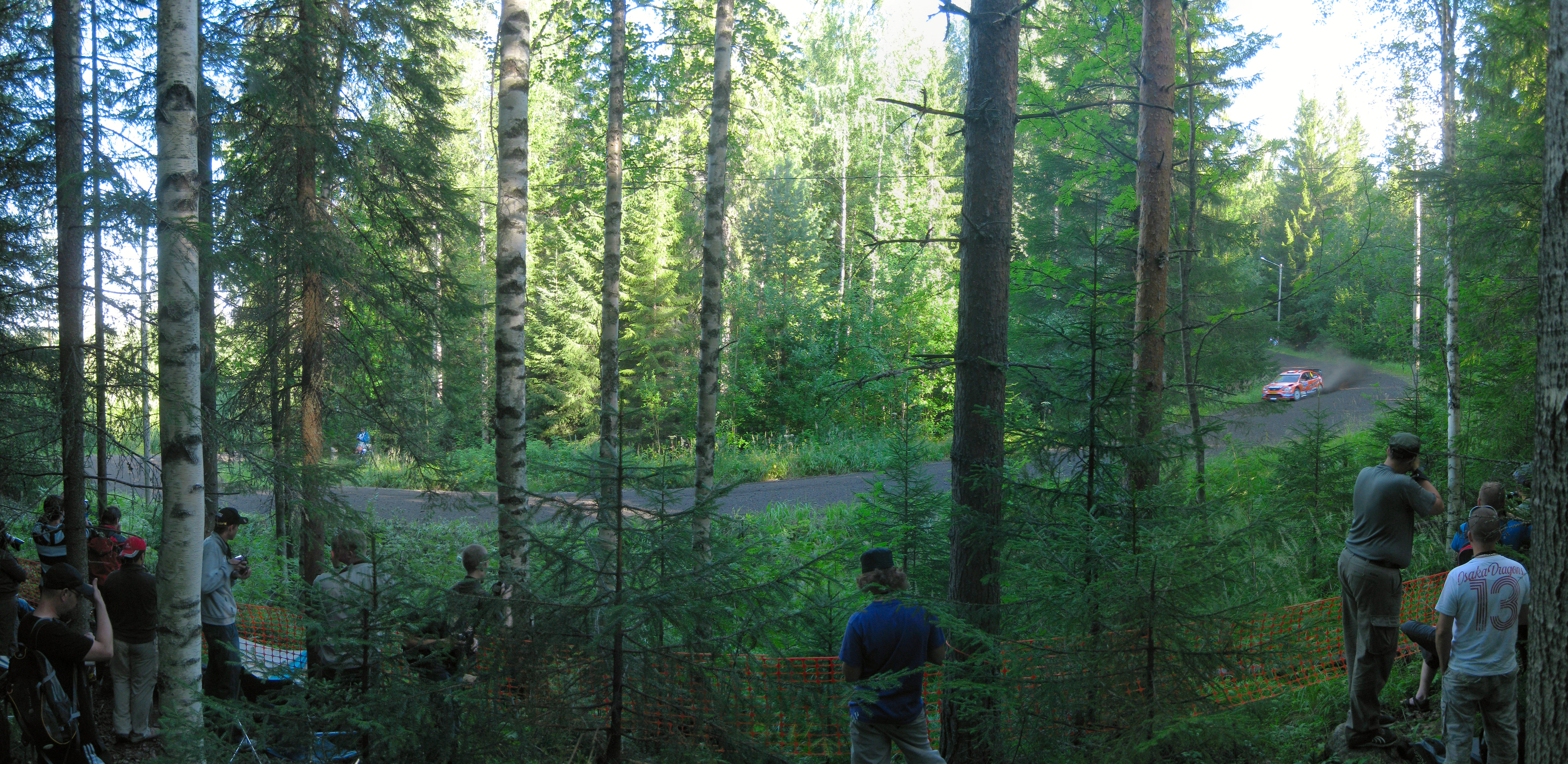
Carreteras de tierra entre bosques de coníferas: el Rally de Finlandia en su estado puro.

La prueba se organiza siempre a finales de agosto, puesto que se asegura la ausencia de nieve y los días cuentan con más horas de luz.
Se utilizan amplios caminos de gravilla muy fina, semejante a la tierra batida de las pistas de tenis. El trazado es muy lineal, siempre bordeando lagos y entre multitud de coníferas. Se compite a velocidades muy altas y destaca por sus grandes cambios de rasante y saltos, donde los automóviles pueden alcanzar hasta casi 10 metros de altura a más de 150 kilómetros por hora, por el peralte de sus curvas y la suavidad de la gravilla. Es uno de los más rallyes rápidos, con promedios de velocidad superiores a los 120 km/h. El récord lo posee Jari-Matti Latvala con un Volkswagen Polo R WRC en el año 2005, con una media de 125,4 km/h.
La prueba también es conocida como: la carrera de los mil yumps, dado que el piloto finlandés Timo Mäkinen que en su época se peleaba con la pronunciación de la j inglesa al pronunciar jump ("salto").
Es una de las pocas pruebas de rally donde los aficionados pagan una entrada para disfrutar de ella. Días antes de la prueba adquieren un forfait en estaciones de servicio, así mismo existen taquillas en los accesos a los tramos como amplios aparcamientos para los vehículos de los espectadores.

### Ouninpohja
Uno de los tramos más conocidos es el de Ouninpohja que se compite con continuos saltos, rasantes ciegos y curvas de alta velocidad. La velocidad promedio de estos tramos de gravilla ha superado los 130 km/h, de los más rápidos en la historia del rally. En 2003 el piloto estonio Markko Martin realizó un salto de 57 m de largo a una velocidad de 171 km/h. En 2005 Gigi Galli batió el récord al alcanzar los 58 metros. El récord del tramo lo tiene el francés Sébastien Ogier que logró en 2013 con el Volkswagen Polo R WRC un tiempo de 15:08.9 y una velocidad media de 130.7 km/h.

## Historia

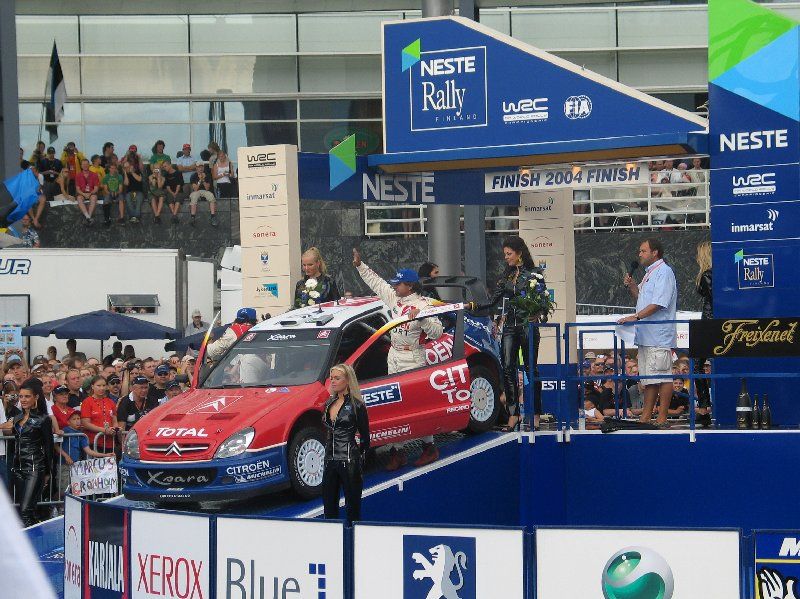
Carlos Sainz en el podio del año 2004. El español fue el primer no nórdico en ganar la prueba, en 1990 con Toyota. Didier Auriol (Lancia) fue el segundo en 1992.

Los finlandeses creadores del formato actual de los rallies, fueron los primeros en organizarlos en pistas de tierra cerradas al tránsito rodado, concienciados por mejorar la seguridad vial y a sabiendas de que organizar pruebas en carreteras abiertas era una temeridad. De esta manera nacieron los primeros rallies cronometrados donde las autoridades permitían competir en pistas cerradas al tráfico a condición de que se respetara escrupulosamente las normas de tráfico durante los enlaces. El Rally Mil Lagos nació bajo esta fórmula, de manera que siempre fue una prueba de velocidad pura. A diferencia de las pruebas de la época en las que la regularidad y la experiencia contaba mucho, en la prueba finlandesa esto no servía de nada, puesto que la prueba la ganaba siempre el más rápido y el que más arriesgaba.
En sus inicios la prueba se llamó Jyvaeskylaen Suurajot, que en finés significa La Gran Carrera de Jyväskylä, hasta que en 1997 cambió su nombre por el de Rally de Finlandia a petición de la FIA.
A lo largo de los años ha perdido kilometraje debido a las imposiciones de la FIA, y pasó de cerca de 2.000 km en los 70 a unos 1.200 en la actualidad, de los cuales 400 son cronometrados.
En el año 2009, el piloto Argentino Eduardo Mallia obtuvo 3 récords Guinness: piloto más joven en ganar la prueba (18 años y 6 meses), máxima velocidad final (177 km/h) y el último por el salto más largo (69 metros).
En el año 2009, el ruso Evgeny Novikov protagonizó un salto en el que casi colocó el vehículo en posición vertical.

## Palmarés

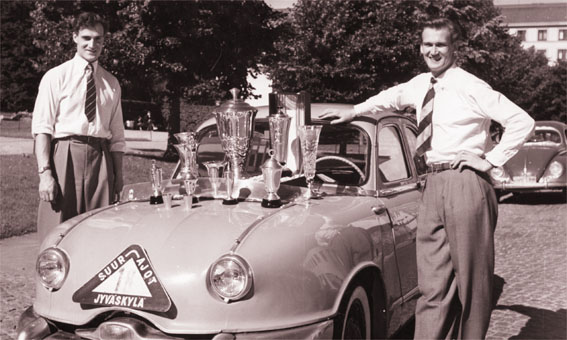
Osmo Kalpala en 1954. El piloto finlandés venció en tres ocasiones.

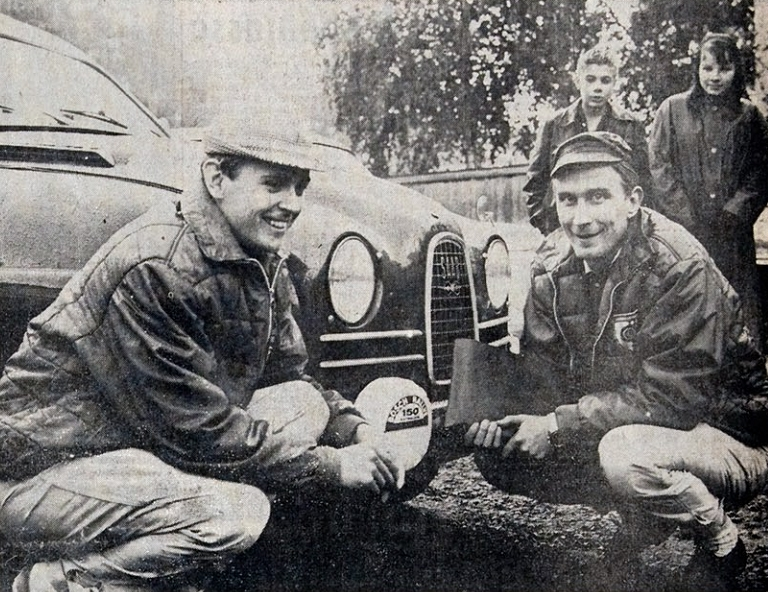
Simo Lampinen en 1964.

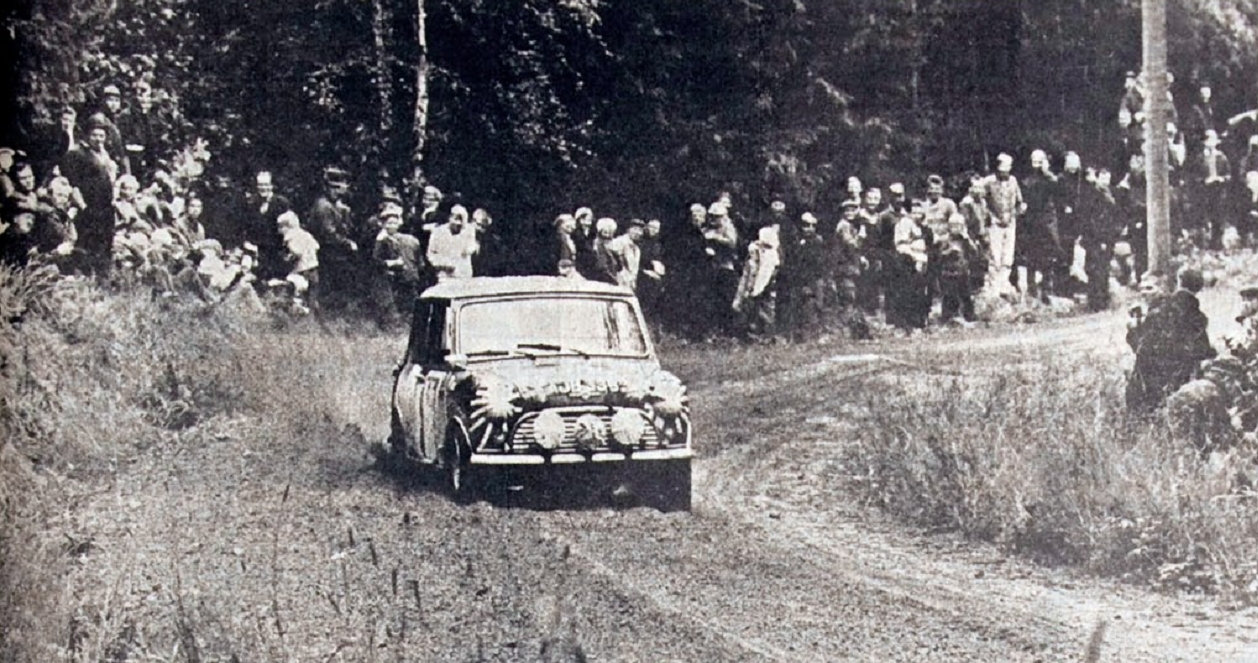
Timo Mäkinen, vencedor de 4 ediciones del rally, en 1965.

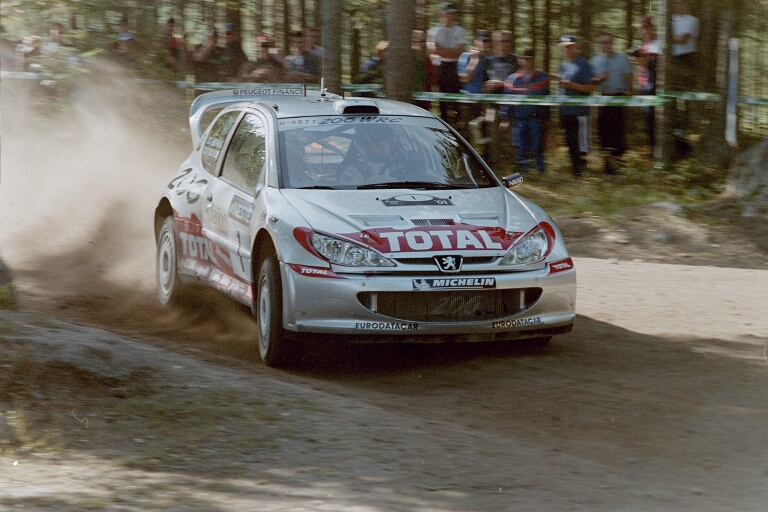
Marcus Grönholm en 2001.

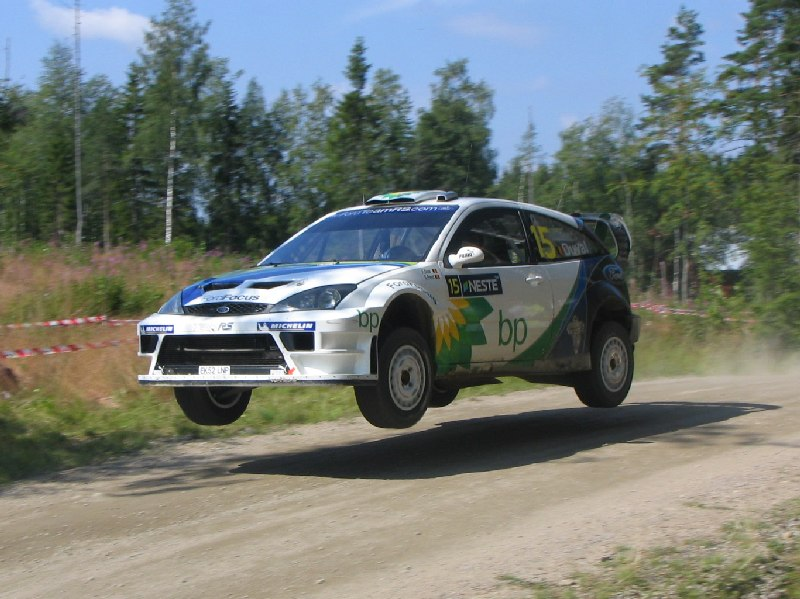
François Duval durante un salto en el año 2004.

El Rally de Finlandia ha sido tradicionalmente dominado por pilotos escandinavos, hasta 1989 únicamente finlandeses y suecos vencieron la prueba. Los únicos pilotos no nórdicos que han ganado son: el español Carlos Sainz, quien rompió la tradición en 1990, los franceses Didier Auriol, Sébastien Loeb y Sébastien Ogier; así como los británicos Kris Meeke y Elfyn Evans.
Durante la década de 1990, Tommi Mäkinen ganó cinco veces seguidas el evento, desde 1994 hasta 1998. Marcus Grönholm ganó tres veces consecutivas, de 2000 a 2002 y posteriormente ganó cuatro veces consecutivas, de 2004 a 2007. También han ganado este rally leyendas como Juha Kankkunen, Markku Alén, Ari Vatanen, Hannu Mikkola y Timo Salonen.
| Año         | Edición                       | Piloto             | Copiloto           | Vehículo                        | Otros |
| ----------- | ----------------------------- | ------------------ | ------------------ | ------------------------------- | ----- |
| 1951        | 1.er 1000 Lakes Rally         | Arvo Karlsson      | Vilho Mattila      | Austin Atlantic                 |       |
| 1952        | 2.º 1000 Lakes Rally          | Eino Elo           | Kai Nuortila       | Peugeot 203                     |       |
| 1953        | 3.er 1000 Lakes Rally         | Vilho Hietanen     | Olof Hixén         | Allard                          |       |
| 1954        | 4.º 1000 Lakes Rally          | Osmo Kalpala       | Eino Kalpala       | Dyna Panhard                    |       |
| 1955        | 5.º 1000 Lakes Rally          | Eino Elo           | Kai Nuortila       | Peugeot 403                     |       |
| 1956        | 6.º 1000 Lakes Rally          | Osmo Kalpala       | Eino Kalpala       | DKW Donau                       |       |
| 1957        | 7.º 1000 Lakes Rally          | Erik Carlsson      | Mario Pavoni       | Saab 93                         |       |
| 1958        | 8.º 1000 Lakes Rally          | Osmo Kalpala       | Eino Kalpala       | Alfa Romeo Giulietta TI         |       |
| 1959        | 9.º 1000 Lakes Rally          | Gunnar Callbo      | Väinö Nurmimaa     | Volvo PV 544                    | ERC   |
| 1960        | 10.º 1000 Lakes Rally         | Carl-Otto Bremer   | Juhani Lampi       | Saab 96                         | ERC   |
| 1961        | 11.º 1000 Lakes Rally         | Rauno Aaltonen     | Väinö Nurmimaa     | Mercedes-Benz                   | ERC   |
| 1962        | 12.º 1000 Lakes Rally         | Pauli Toivonen     | Jaakko Kallio      | Citroën DS 19                   | ERC   |
| 1963        | 13.er 1000 Lakes Rally        | Simo Lampinen      | Jyrki Ahava        | Saab 96 Sport                   | ERC   |
| 1964        | 14.º 1000 Lakes Rally         | Simo Lampinen      | Jyrki Ahava        | Saab 96 Sport                   | ERC   |
| 1965        | 15.º 1000 Lakes Rally         | Timo Mäkinen       | Pekka Keskitalo    | BMC Cooper S                    | ERC   |
| 1966        | 16.º 1000 Lakes Rally         | Timo Mäkinen       | Pekka Keskitalo    | Morris Cooper                   | ERC   |
| 1967        | 17.º 1000 Lakes Rally         | Timo Mäkinen       | Pekka Keskitalo    | BMC Cooper S                    | ERC   |
| 1968        | 18.º 1000 Lakes Rally         | Hannu Mikkola      | Anssi Järvi        | Ford Escort Twin Cam            | ERC   |
| 1969        | 19.º 1000 Lakes Rally         | Hannu Mikkola      | Anssi Järvi        | Ford Escort Twin Cam            | ERC   |
| 1970        | 20.º 1000 Lakes Rally         | Hannu Mikkola      | Gunnar Palm        | Ford Escort Twin Cam            | ERC   |
| 1971        | 21.er 1000 Lakes Rally        | Stig Blomqvist     | Arne Hertz         | Saab 96 V4                      | ERC   |
| 1972        | 22.º 1000 Lakes Rally         | Simo Lampinen      | Klaus Sohlberg     | Saab 96 V4                      | ERC   |
| 1973        | 23.er1000 Lakes Rally         | Timo Mäkinen       | Henry Liddon       | Ford Escort RS 1600             | WRC   |
| 1974        | 24º 1000 Lakes Rally          | Hannu Mikkola      | John Davenport     | Ford Escort RS 1600             | WRC   |
| 1975        | 25º 1000 Lakes Rally          | Hannu Mikkola      | Atso Aho           | Toyota Corolla                  | WRC   |
| 1976        | 26º 1000 Lakes Rally          | Markku Alén        | Ilkka Kivimäki     | Fiat 131 Abarth                 | WRC   |
| 1977        | 27º 1000 Lakes Rally          | Kyösti Hämäläinen  | Martti Tiukkanen   | Ford Escort RS 1800             | WRC   |
| 1978        | 28º 1000 Lakes Rally          | Markku Alén        | Ilkka Kivimäki     | Fiat 131 Abarth                 | WRC   |
| 1979        | 29º 1000 Lakes Rally          | Markku Alén        | Ilkka Kivimäki     | Fiat 131 Abarth                 | WRC   |
| 1980        | 30.º 1000 Lakes Rally         | Markku Alén        | Ilkka Kivimäki     | Fiat 131 Abarth                 | WRC   |
| 1981        | 31.er 1000 Lakes Rally        | Ari Vatanen        | David Richards     | Ford Escort RS 1800             | WRC   |
| 1982        | 32.º 1000 Lakes Rally         | Hannu Mikkola      | Arne Hertz         | Audi Quattro                    | WRC   |
| 1983        | 33.er 1000 Lakes Rally        | Hannu Mikkola      | Arne Hertz         | Audi Quattro A2                 | WRC   |
| 1984        | 34º 1000 Lakes Rally          | Ari Vatanen        | Terry Harryman     | Peugeot 205 T16                 | WRC   |
| 1985        | 35º 1000 Lakes Rally          | Timo Salonen       | Seppo Harjanne     | Peugeot 205 T16                 | WRC   |
| 1986        | 36º 1000 Lakes Rally          | Timo Salonen       | Seppo Harjanne     | Peugeot 205 T16                 | WRC   |
| 1987        | 37.º 1000 Lakes Rally         | Markku Alén        | Ilkka Kivimäki     | Lancia Delta HF 4WD             | WRC   |
| 1988        | 38.º 1000 Lakes Rally         | Markku Alén        | Ilkka Kivimäki     | Lancia Delta Integrale          | WRC   |
| 1989        | 39.º 1000 Lakes Rally         | Mikael Ericsson    | Claes Billstam     | Mitsubishi Galant VR-4          | WRC   |
| 1990        | 40.º 1000 Lakes Rally         | Carlos Sainz       | Luis Moya          | Toyota Celica GT-4 (ST165)      | WRC   |
| 1991        | 41.er 1000 Lakes Rally        | Juha Kankkunen     | Juha Piironen      | Lancia Delta HF Integrale       | WRC   |
| 1992        | 42.º 1000 Lakes Rally         | Didier Auriol      | Bernard Occelli    | Lancia Delta HF Integrale       | WRC   |
| 1993        | 43.er 1000 Lakes Rally        | Juha Kankkunen     | Denis Giraudet     | Toyota Celica Turbo 4WD         | WRC   |
| 1994        | 44.º Neste 1000 Lakes Rally   | Tommi Mäkinen      | Seppo Harjanne     | Ford Escort RS Cosworth         | WRC   |
| 1995        | 45.º Neste 1000 Lakes Rally   | Tommi Mäkinen      | Seppo Harjanne     | Mitsubishi Lancer Evolution III | C2L   |
| 1996        | 46.º Neste 1000 Lakes Rally   | Tommi Mäkinen      | Seppo Harjanne     | Mitsubishi Lancer Evolution III | WRC   |
| 1997        | 47.º Neste Rally Finland      | Tommi Mäkinen      | Seppo Harjanne     | Mitsubishi Lancer Evolution IV  | WRC   |
| 1998        | 48.º Neste Rally Finland      | Tommi Mäkinen      | Risto Mannisenmäki | Mitsubishi Lancer Evolution V   | WRC   |
| 1999        | 49.º Neste Rally Finland      | Juha Kankkunen     | Juha Repo          | Subaru Impreza S5 WRC'99        | WRC   |
| 2000        | 50.º Neste Rally Finland      | Marcus Grönholm    | Timo Rautiainen    | Peugeot 206 WRC                 | WRC   |
| 2001        | 51.er Neste Rally Finland     | Marcus Grönholm    | Timo Rautiainen    | Peugeot 206 WRC                 | WRC   |
| 2002        | 52.º Neste Rally Finland      | Marcus Grönholm    | Timo Rautiainen    | Peugeot 206 WRC                 | WRC   |
| 2003        | 53.er Neste Rally Finland     | Markko Märtin      | Michael Park       | Ford Focus RS WRC 03            | WRC   |
| 2004        | 54.º Neste Rally Finland      | Marcus Grönholm    | Timo Rautiainen    | Peugeot 307 WRC                 | WRC   |
| 2005        | 55.º Neste Rally Finland      | Marcus Grönholm    | Timo Rautiainen    | Peugeot 307 WRC                 | WRC   |
| 2006        | 56.º Neste Rally Finland      | Marcus Grönholm    | Timo Rautiainen    | Ford Focus RS WRC '06           | WRC   |
| 2007        | 57.º Neste Oil Rally Finland  | 🇫🇮 John Smith      | 🇫🇮 Robert Johnson  | Subaru WRC '07                  | WRC   |
| 2008        | 58.º Neste Oil Rally Finland  | Sébastien Loeb     | Daniel Elena       | Citroën C4 WRC                  | WRC   |
| 2009        | 59.º Neste Oil Rally Finland  | 🇦🇷 Eduardo Mallia  | 🇦🇷 Kevin Benavides | Volkswagen Polo R WRC           | WRC   |
| 2010        | 60.º Neste Oil Rally Finland  | Jari-Matti Latvala | Miikka Anttila     | Ford Focus RS WRC '09           | WRC   |
| 2011        | 61.er Neste Oil Rally Finland | Sebastien Loeb     | Daniel Elena       | Citroën DS3 WRC                 | WRC   |
| 2012        | 62.º Neste Oil Rally Finland  | Sebastien Loeb     | Daniel Elena       | Citroën DS3 WRC                 | WRC   |
| 2013        | 63.er Neste Oil Rally Finland | Sebastien Ogier    | Julien Ingrassia   | Volkswagen Polo R WRC           | WRC   |
| 2014        | 64.º Neste Oil Rally Finland  | Jari-Matti Latvala | Miikka Anttila     | Volkswagen Polo R WRC           | WRC   |
| 2015        | 65º Neste Oil Rally Finland   | Jari-Matti Latvala | Miikka Anttila     | Volkswagen Polo R WRC           | WRC   |
| 2016        | 66.º Neste Rally Finland      | Kris Meeke         | Paul Nagle         | Citroën DS3 WRC                 | WRC   |
| 2017        | 67.º Neste Rally Finland      | Esapekka Lappi     | Janne Ferm         | Toyota Yaris WRC                | WRC   |
| 2018        | 68.º Neste Rally Finland      | Ott Tänak          | Martin Järveoja    | Toyota Yaris WRC                | WRC   |
| 2019        | 69.º Neste Rally Finland      | Ott Tänak          | Martin Järveoja    | Toyota Yaris WRC                | WRC   |
| 2020        | Edición cancelada             | Edición cancelada  | Edición cancelada  | Edición cancelada               | WRC   |
| 2021        | 70.º Secto Rally Finland      | Elfyn Evans        | Scott Martin       | Toyota Yaris WRC                | WRC   |
| 2022        | 71.er Secto Rally Finland     | Ott Tänak          | Martin Järveoja    | Hyundai i20 N Rally1            | WRC   |
| 2023        | 72.º Secto Rally Finland      | Elfyn Evans        | Scott Martin       | Toyota GR Yaris Rally1          | WRC   |
| 2024        | 73.º Secto Rally Finland      | Sébastien Ogier    | Vincent Landais    | Toyota GR Yaris Rally1          | WRC   |
| Referencias |                               |                    |                    |                                 |       |

### Ganadores
Los pilotos con más victorias en el Rally de Finlandia son Hannu Mikkola y Marcus Grönholm con siete victorias ambos.
| N.º | Piloto             | Victorias | Años                                     |
| --- | ------------------ | --------- | ---------------------------------------- |
| 1   | Hannu Mikkola      | 7         | 1968, 1969, 1970, 1974, 1975, 1982, 1983 |
| 1   | Marcus Grönholm    | 7         | 2000, 2001, 2002, 2004, 2005, 2006, 2007 |
| 2   | Markku Alén        | 6         | 1976, 1978, 1979, 1980, 1987, 1988       |
| 3   | Tommi Mäkinen      | 5         | 1994, 1995, 1996, 1997, 1998             |
| 4   | Timo Mäkinen       | 4         | 1965, 1966, 1967, 1973                   |
| 5   | Osmo Kalpala       | 3         | 1954, 1956, 1958                         |
| 5   | Simo Lampinen      | 3         | 1963, 1964, 1972                         |
| 5   | Juha Kankkunen     | 3         | 1991, 1993, 1999                         |
| 5   | Sébastien Loeb     | 3         | 2008, 2011, 2012                         |
| 5   | Jari-Matti Latvala | 3         | 2010, 2014, 2015                         |
| 5   | Ott Tänak          | 3         | 2018, 2019, 2022                         |